# 岡野義一
岡野 義一（おかの ぎいち、1924年（大正13年）11月5日 - 2004年（平成16年）7月22日）は、昭和から平成時代前期の政治家。埼玉県朝霞市長。

## 経歴
埼玉県北足立郡朝霞町（現朝霞市）出身。1950年（昭和25年）早稲田大学専門部政経科卒業。朝霞町議会議員、朝霞市議会議員、埼玉県議会議員3期を経て、1989年（平成元年）3月、朝霞市長に当選した。1993年（平成5年）落選した。

## 著作
- 『一農夫から市長まで』相原書店、1996年。